# Journal of Elasticity
Journal of Elasticity: The Physical and Mathematical Science of Solids é uma revista científica revisada por pares cobrindo todos os aspectos da elasticidade. É publicada sete vezes por ano pela Springer Science+Business Media. O redator-chefe é Roger Fosdick.

## Abstract e indexação
O periódico tem abstract e indexação em:
- Academic OneFile
- Astrophysics Data System
- GeoRef
- Inspec
- VINITI
- Science Citation Index
- Scopus

De acordo com o Journal Citation Reports, o periódico teve em 2016 um fator de impacto de 1,909.